# Abtei Valmont
Die Abtei Notre-Dame-du-Pré de Valmont (auch Sainte-Marie de Valmont) ist eine ehemalige Benediktinerinnen-Abtei und ehemalige Benediktinerabtei in der französischen Gemeinde Valmont im Département Seine-Maritime. Die Abtei wurde stückweise 1951, 1965 und 1995 in der Liste der Monuments historiques eingetragen.

## Geschichte

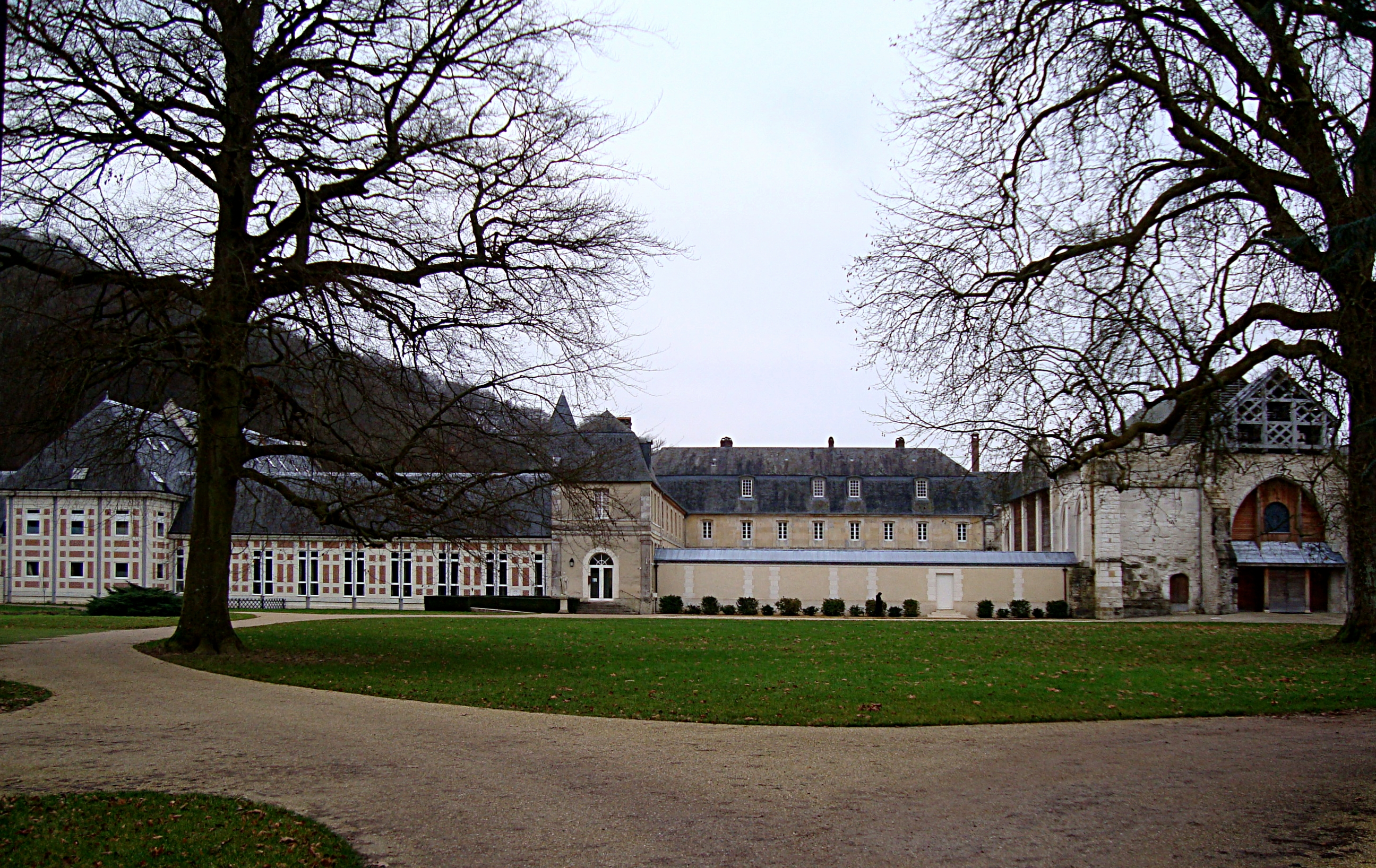
Ansicht der Abtei

Die Abtei wurde 1169 von Nicolas d’Estouteville gegründet und mit Benediktinern aus Abtei von Hambye besetzt; zu keiner Zeit lebten mehr als 25 Mönche gleichzeitig in diesem Kloster. Valmont wurde mehrfach zerstört und wieder aufgebaut, die Klosterkirche erst im 16. Jahrhundert fertiggestellt.
Die Konventsgebäude wurden 1676 bis 1682 auf Anordnung des Kommendatarabtes Louis de La Fayette (1634–1729) errichtet, der auch 1680 die Mauriner-Reform einzuführen versuchte, die aber erst 1754 durchgesetzt wurde. 1789 wurde die Abtei aufgelöst, 1791 wurden die Gebäude an Privatpersonen verkauft.
Im 19. Jahrhundert hat Eugène Delacroix die Ruines de l'abbaye de Valmont gemalt, das Bild befindet sich heute im Louvre.
1994 wurde die Abtei mit Benediktinerinnen aus dem Kloster Notre-Dame-du-Pré de Lisieux neu belebt. Die neue Klosterkirche wurde 2004 geweiht. Im Oktober 2022 verließen die letzten Nonnen die Abtei und zogen in ein Altersheim.

## Architektur

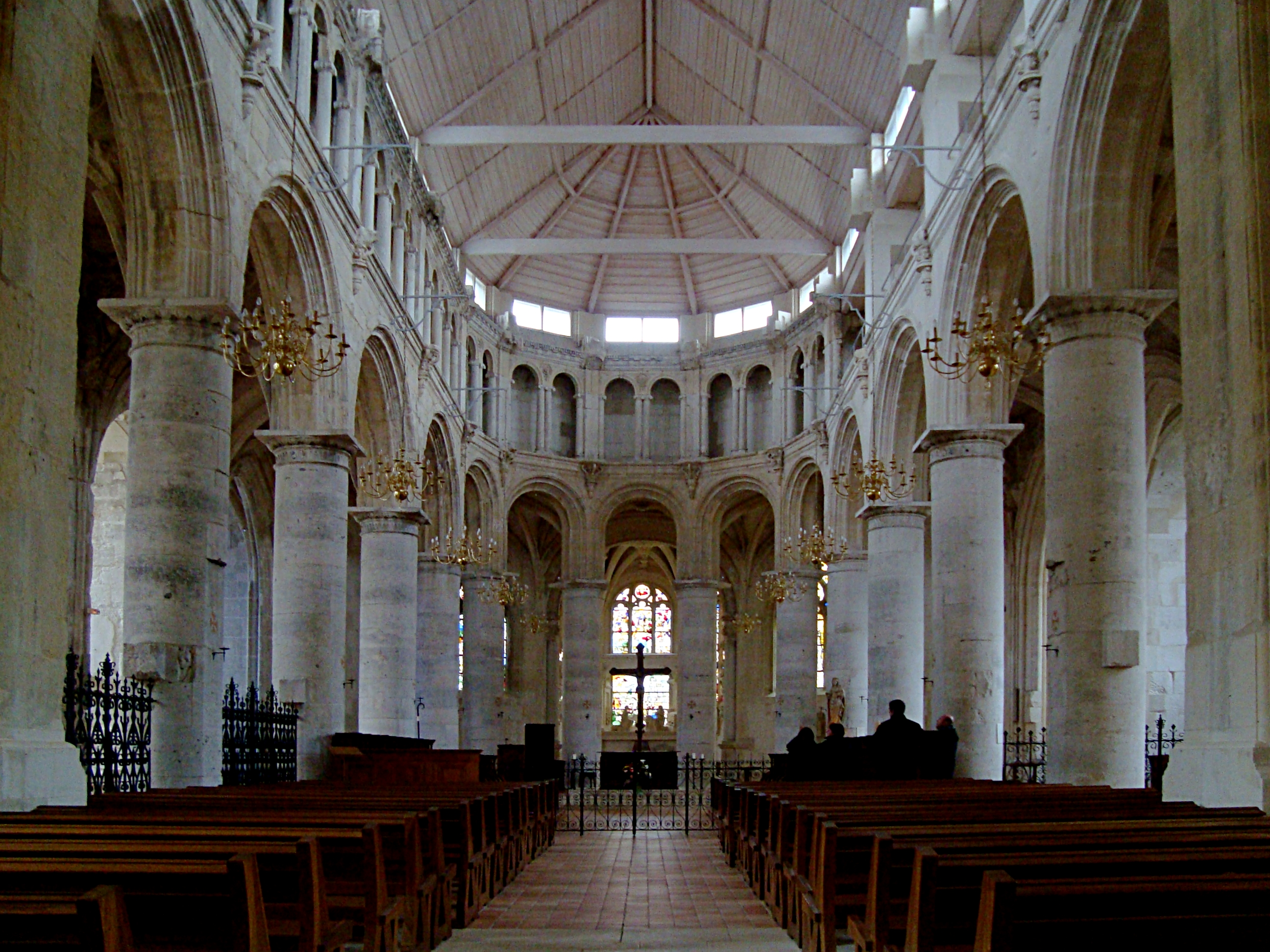
Klosterkirche

Von der im reinen Renaissance-Stil gebauten Kirche, deren Hauptschiff im Jahr 1730 einstürzte, existieren nur noch Ruinen des 1520 errichteten Chors sowie eine der Gottesmutter geweihte Kapelle im Chor der Kirche. Die Kapelle ist besser als Sechs-Uhr-Kapelle (Chapelle de Six-Heures) bekannt, weil sie genutzt wurde, um die erste Messe des Tages zu lesen. Hier befinden sich die Gräber der Herren von Estouteville und ihrer Ehefrauen aus dem 15. und 16. Jahrhundert. Die Glasfenster aus dem Jahr 1552 werden Germain Pilon zugeschrieben; sie befinden sich heute im Musée départemental des antiquités in Rouen.